# CYP7B1
CYP7B1 (англ. Cytochrome P450 family 7 subfamily B member 1) – білок, який кодується однойменним геном, розташованим у людей на короткому плечі 8-ї хромосоми. Довжина поліпептидного ланцюга білка становить 506 амінокислот, а молекулярна маса — 58 256.
| 10         |  | 20         |  | 30         |  | 40         |  | 50         |
| ---------- |  | ---------- |  | ---------- |  | ---------- |  | ---------- |
| MAGEVSAATG |  | RFSLERLGLP |  | GLALAAALLL |  | LALCLLVRRT |  | RRPGEPPLIK |
| GWLPYLGVVL |  | NLRKDPLRFM |  | KTLQKQHGDT |  | FTVLLGGKYI |  | TFILDPFQYQ |
| LVIKNHKQLS |  | FRVFSNKLLE |  | KAFSISQLQK |  | NHDMNDELHL |  | CYQFLQGKSL |
| DILLESMMQN |  | LKQVFEPQLL |  | KTTSWDTAEL |  | YPFCSSIIFE |  | ITFTTIYGKV |
| IVCDNNKFIS |  | ELRDDFLKFD |  | DKFAYLVSNI |  | PIELLGNVKS |  | IREKIIKCFS |
| SEKLAKMQGW |  | SEVFQSRQDV |  | LEKYYVHEDL |  | EIGAHHLGFL |  | WASVANTIPT |
| MFWAMYYLLR |  | HPEAMAAVRD |  | EIDRLLQSTG |  | QKKGSGFPIH |  | LTREQLDSLI |
| CLESSIFEAL |  | RLSSYSTTIR |  | FVEEDLTLSS |  | ETGDYCVRKG |  | DLVAIFPPVL |
| HGDPEIFEAP |  | EEFRYDRFIE |  | DGKKKTTFFK |  | RGKKLKCYLM |  | PFGTGTSKCP |
| GRFFALMEIK |  | QLLVILLTYF |  | DLEIIDDKPI |  | GLNYSRLLFG |  | IQYPDSDVLF |
| RYKVKS     |  |            |  |            |  |            |  |            |

A: Аланін

C: Цистеїн

D: Аспарагінова кислота

E: Глутамінова кислота

F: Фенілаланін

G: Гліцин

H: Гістидин

I: Ізолейцин

K: Лізин

L: Лейцин

M: Метіонін

N: Аспарагін

P: Пролін

Q: Глутамін

R: Аргінін

S: Серин

T: Треонін

V: Валін

W: Триптофан

Кодований геном білок за функцією належить до оксидоредуктаз. 
Задіяний у таких біологічних процесах, як метаболізм ліпідів, метаболізм холестеролу, метаболізм стероїдів, метаболізм стеролів. 
Білок має сайт для зв'язування з іонами металів, іоном заліза, гемом, НАДФ. 
Локалізований у мембрані, ендоплазматичному ретикулумі, мікросомах.